# 日比重雅
日比 重雅（ひび しげまさ、1880年（明治13年）6月 - 没年不詳）は、日本の内務・警察官僚。政友会系官選鳥取県知事。

## 経歴
本籍・三重県。内務官僚・日比重明の長男として生まれた。第一高等学校を卒業。1906年、東京帝国大学法科大学を卒業。同年11月、文官高等試験行政科試験に合格。内務省に入省し東京府属となる。
以後、山口県事務官、奈良県事務官、香川県事務官、香川県警察部長、和歌山県警察部長、三重県警察部長、岐阜県内務部長、静岡県内務部長、宮城県内務部長などを歴任。
1922年10月16日、鳥取県知事に就任。政府の方針に従い財政緊縮政策を実施した。1924年6月24日、知事を休職となる。1926年6月23日、休職満期となり退官した。

## 栄典
- 1920年（大正9年）11月1日 - 勲四等瑞宝章[6]